# Gavia paradoxa
Gavia paradoxa Umans'kaja, 1981 è una specie preistorica di uccello appartenente alla famiglia Gaviidae. Visse nel tardo Miocene. È stata trovata a Čebotarevka in Ucraina.